# Muraglie
Muraglie (Pardon Us, nell'originale americano; Jailbirds, nella versione britannica) è un film del 1931 diretto da James Parrott, con Stan Laurel e Oliver Hardy.
Girato inizialmente in Technicolor, della versione originale rimangono solo la scena iniziale, del dentista, rivolta finale ed epilogo.

## Trama
Stanlio e Ollio decidono di produrre abusivamente birra nel periodo del proibizionismo. Per sbaglio Stanlio la vende ad una guardia, da lui scambiata per un tranviere: così i due vengono  arrestati e condotti in galera. A causa di un dente cariato che rumoreggia, causando una specie di effetto pernacchia incontrollabile, Stanlio provoca una serie di equivoci con le guardie, ma soprattutto col direttore del carcere, che credendosi deriso e volendo punire i due, li fa rinchiudere nella cella occupata dal detenuto più pericoloso, "Il Tigre". 
In carcere si tengono anche lezioni per i galeotti, che si comportano proprio come una scolaresca indisciplinata. Durante una lezione, Ollio subisce un dispetto da parte di un compagno seduto nella fila a fianco alla sua, che lo colpisce con una pallina di carta: per ripicca, prepara a sua volta una palla di carta imbevuta d'inchiostro e gliela lancia contro, ma sbaglia mira e colpisce accidentalmente il maestro Finlayson: è così che la coppia viene rinchiusa in cella d'isolamento per due mesi.
Finito l'isolamento, Il Tigre convince la coppia ad unirsi ad un'evasione di massa, che avviene poco più tardi. Tuttavia, il piano di evasione fallisce e tutti gli evasi vengono velocemente riacciuffati, tranne Stanlio e Ollio, che, travestendosi da afroamericani e  nascondendosi in una piantagione di cotone, riescono a far perdere le loro tracce alle guardie.
Intanto Stanlio è riuscito a risolvere il problema delle pernacchie ricoprendo il dente con della gomma da masticare. Tra i canti sul far della sera, Ollio dà prova delle sue doti canore intonando il bellissimo spiritual Lazy Moon. Un giorno, per puro caso, la coppia si ritrova a dover riparare l'auto del direttore del carcere che passava nei paraggi. Egli non riconosce i due, ma, quando si appresta a ripartire, la gomma da masticare che ricopriva il dente di Stanlio si sfila accidentalmente: è così che Stanlio e Ollio vengono riconosciuti e nuovamente arrestati.
Ricondotti in prigione, Stanlio e Ollio ritrovano Il Tigre, impegnato nell'organizzazione di una rivolta che dovrebbe consentire a lui e ad altri carcerati una nuova evasione. Stanlio intanto viene mandato dal dentista per risolvere definitivamente il problema del suo dente cariato. Per incoraggiare l'amico impaurito, Ollio entra anche lui nello studio dentistico e si siede su una delle due poltrone riservate ai pazienti: è così che il dentista lo scambia per il paziente da curare e gli estrae un dente sano: quando Ollio, tutto dolorante, gli fa notare di aver sbagliato persona, il dentista cerca di rimediare all'errore, ma riesce a sbagliare di nuovo, estraendo anche a Stanlio un dente sano.
Quella stessa sera, durante la cena, Stanlio e Ollio si trovano nel bel mezzo della distribuzione delle armi per la rivolta dei detenuti. Stanlio impugna inconsapevolmente una mitragliatrice e inizia a sparare involontariamente a raffica come un forsennato, mandando a monte i progetti del Tigre. Per l'inettitudine della coppia, la rivolta viene sventata, e Stanlio e Ollio vengono premiati con la scarcerazione.

## Realizzazione
Il film è il primo lungometraggio di Laurel & Hardy che dal 1927 al 1930 avevano avuto successo con i cortometraggi, anche se in realtà i due avevano già recitato in due film lunghi: Hollywood che canta e Il canto del bandito in cui però avevano fatto solo piccole partecipazioni.
Il titolo di lavorazione del film fu The Rap; il film fu girato col pretesto di riutilizzare le scenografie di un film (Carcere) uscito l'anno precedente, sempre prodotto dalla MGM.
Furono girate molte scene in più rispetto all'edizione uscita nei cinema (un paio di finali alternativi, un epilogo con Stan & Oliver anziani, altre gag), ma vennero tagliate fino ad arrivare al minutaggio di 56 minuti. Un'edizione estesa del film della durata di 70 minuti è stata ritrovata negli anni ottanta ed è stata edita in VHS ed in DVD all'estero.
Nel cast sono presenti molti attori del muto, Walter Long, James Finlayson (inseparabile spalla della coppia), Wilfred Lucas e June Marlowe, che qui fa l'unica apparizione accanto alla celebre coppia. Sono visibili anche due brevi cameo del regista James Parrott e del produttore Hal Roach.

### Edizione estesa: scene aggiuntive
Nell'edizione estesa di 70 minuti, ci sono alcune scene aggiunte. Tale versione non è distribuita a colori. Alcune di queste scene sono state doppiate in italiano dalla coppia  Zambuto-Sordi. Tra queste le più rilevanti:
- Inizio film: Ollio illustra a Stanlio gli ingredienti per la birra.
- Scena allungata della fotografia identificativa in prigione.
- Caduta di Ollio nella vasca da bagno.
- La guardia carceraria minaccia il Tigre e Stanlio e Ollio in cella.
- Scena della scuola: il maestro fa più domande alla classe, suscitando le risposte strampalate di Stanlio e Ollio.
- Scena estesa dei canti nella piantagione di cotone.
- Canto di Ollio: Laizy moon.
- Scena estesa delle gag di Stanlio e Ollio con la macchina del direttore di prigione.
- Scena estesa del canto dei "The Avalon boys".
- Scena estesa del dentista, operazione al paziente, Stanlio costretto ad entrare.
- Scena rivolta in prigione,  il Tigre minaccia di morte Stanlio e Ollio e li insegue. Successivo tentativo dei due di salvare la figlia del direttore dall'appartamento in fiamme.

## Versioni europee
Il film fu girato in cinque lingue diverse perché a quei tempi non esisteva il doppiaggio, fu girato quindi anche in francese (Sous les verrous), in tedesco (Hinter schloss und Riegel), in spagnolo (De bote en bote) e in italiano (Muraglie). Tutte le versioni europee avevano come co-regista James W. Horne

### Sous les verrous
Nella versione francese Boris Karloff non recitava la parte del Tigre, ma quella di uno dei tirapiedi dello stesso Tigre, che fu interpretato in tutte le edizioni da Walter Long. L'attore italiano Guido Trento recitò la parte del direttore della prigione nella versione italiana dell'epoca.

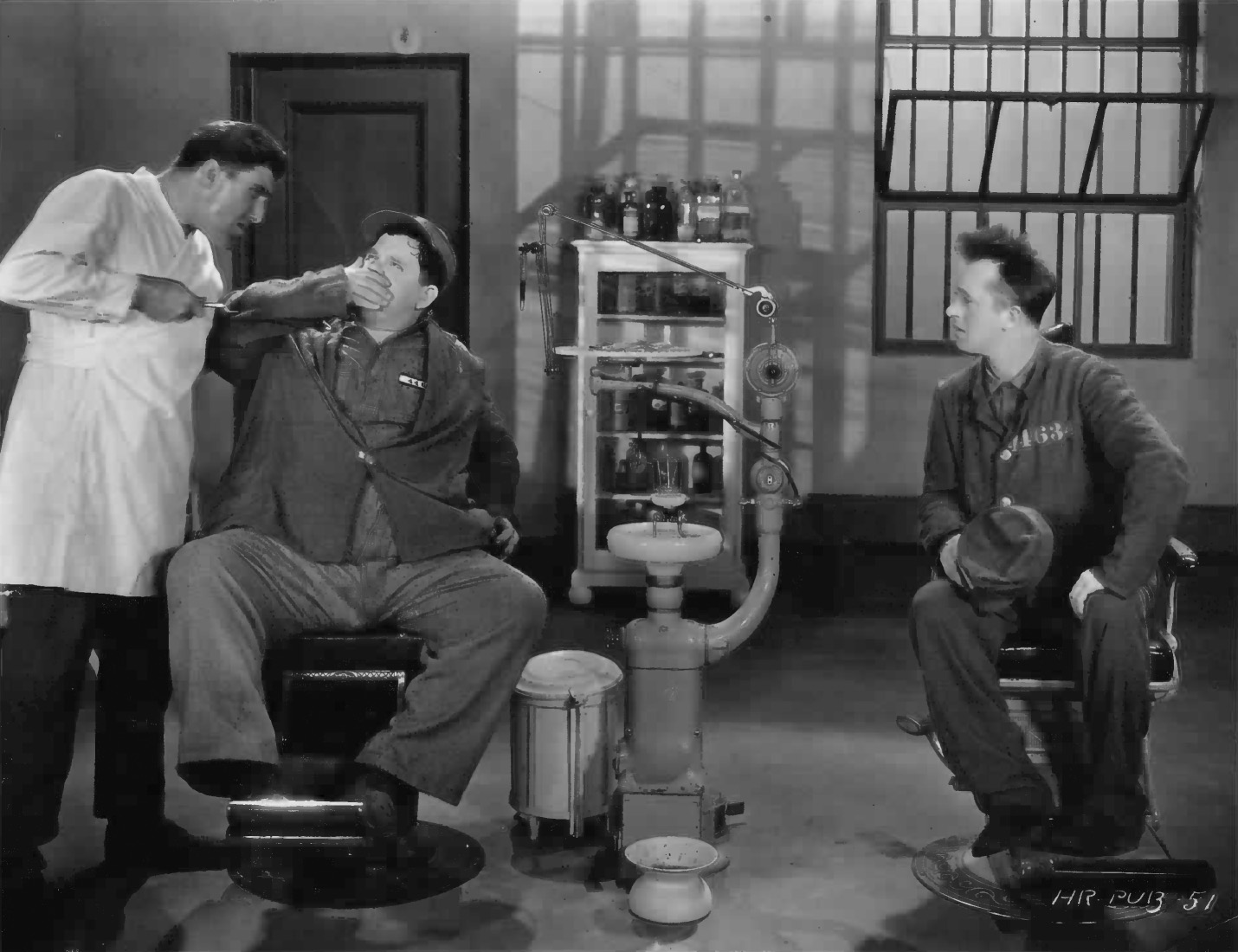
La scena del dentista nella versione francese

Di questa versione non esiste più nessuna copia.

### De bote en bote
La versione spagnola della durata di 62 minuti - che ancora oggi esiste - contiene una scena non presente nelle altre versioni del film (eccettuta la versione estesa americana), in cui June Marlowe chiede aiuto a Stanlio e Ollio per salvarsi da un incendio nella sua stanza durante la rivolta finale in carcere, scena poi inclusa (tratta dall'edizione fonetica spagnola) nella versione estesa edita all'estero. In questa versione Enrique Acosta sostituisce Wilfred Lucas ed Alfonso Pedroza è uno sgherro del Tigre.
In Portogallo questa versione è conosciuta con il titolo Los Presidiarios.

### Hinter Schloss und Riegel
Il film fu recitato dagli stessi Laurel & Hardy in tedesco e da Boris Karloff che recitava la parte di uno sgherro dl Tigre (che invece continuava ad essere interpretato da Walter Long con voce straniera fuori campo).

### Muraglie
La versione italiana era recitata da Laurel & Hardy, Guido Trento e da Alfonso Pedroza nel ruolo di un tirapiedi del Tigre, ma oggi non ne rimane più alcuna copia.

## Distribuzione italiana
Doppiato nel 1946, il film in Italia fu distribuito in una versione di circa 60 minuti, basandosi sulla versione americana estesa di 65 minuti. Furono doppiate integralmente:
- scena dell'arrivo in prigione con gag;
- scena di Stanlio e Ollio nella cella del Tigre, con varie gag;
- scena della classe;
- scena completa della riparazione dell'automobile del direttore della prigione;
- scena completa del dentista.

Questa versione aveva un "prologo" dei primi minuti della comica I due legionari (1931), con i dialoghi cambiati, ad esempio Ollio decide di fabbricare la birra, dopo la lettera d'abbandono della fidanzata, mentre nella versione originale Ollio vuole arruolarsi con Stanlio nella legione straniera per dimenticare.
Altre versioni italiane tagliate, ricavate da questa prima, sono state accorciate a 50 minuti o anche a 41 minuti, come si nota ad esempio in una versione distribuita in DVD, con l'audio inserito nel master inglese noto come Jailbirds; queste versioni tagliate furono utilizzate anche per la distribuzione della versione a colori, della durata di 56 minuti, senza il "prologo" de I due legionari.
Sempre nel 1946 in Italia uscì un "film montaggio" di alcune comiche di Stanlio e Ollio, noto come Fuori da quelle muraglie, una sorta di sequel apocrifo di Muraglie, con le comiche cucite tra loro: Andando a spasso e Vita di campagna (del 1934), dove, sempre con dialoghi modificati, Stanlio e Ollio sono sempre alle prese con Walter Long, nei panni del Tigre, evaso di prigione e ora alla ricerca dei due compagni di cella per vendicarsi.